# Log4j
In informatica Apache log4j è una libreria Java, originariamente scritta da Ceki Gülcü, ora parte del progetto log4j della Apache Software Foundation, uno dei possibili tool per la gestione dei log in ambiente Java insieme a: logback, SLF4J, le API Java per il logging, Apache Common Logging, tinylog ed altri.
Largamente utilizzata in molte applicazioni Java, negli anni il suo sviluppo è stato rallentato ed è divenuta difficile da manutenere a causa della necessità di restare retrocompatibile con versioni molto vecchie di Java. Ha terminato il proprio ciclo di vita nell'agosto 2015 in favore del nuovo progetto log4j 2 (si veda https://logging.apache.org/log4j/2.x/manual/index.html).
Una qualunque applicazione Java necessita di scrivere un log. Al crescere della complessità dell'applicazione, la quantità di messaggi scritti in uno o più log diventa pure complessa. Nel caso limite, possono insorgere problemi di prestazioni dovuti all'accumularsi di un numero di messaggi eccessivo. Log4j e gli altri possibili tool servono a meglio organizzare questo lavoro.
Il 9 dicembre 2021 è stata riportata una vulnerabilità 0-day, chiamata "Log4Shell", che permette l'esecuzione arbitraria di codice in Log4j. Secondo alcuni si tratta della "singola vulnerabilità più grossa e più critica dell'ultimo decennio".

## Livelli di log
La seguente tabella definisce i livelli dei log e i messaggi in log4j in ordine decrescente di severità. La colonna di sinistra indica il livello di log designato e alla destra c'è una breve descrizione.
| Livello | Descrizione |
| ------- | --- |
| OFF     | Il livello più alto possibile, viene usato per disattivare i log.                                                                        |
| FATAL   | Errore importante che causa un prematuro termine dell'esecuzione. Ci si aspetta che questo sia visibile immediatamente all'operatore.    |
| ERROR   | Un errore di esecuzione o una condizione imprevista. Anche questo deve essere immediatamente segnalato.                                  |
| WARN    | Usato per ogni condizione inaspettata o anomalia di esecuzione, che però non necessariamente ha comportato un errore.                    |
| INFO    | Usato per segnalare eventi di esecuzione (esempio: startup/shutdown). Deve essere segnalato ma poi non mantenuto per tanto tempo.        |
| DEBUG   | Usato nella fase di debug del programma. Viene riportato nel file di log.                                                                |
| TRACE   | Alcune informazioni dettagliate. Ci si aspetta che venga scritto esclusivamente nei file di log. È stato aggiunto nella versione 1.2.12. |

### Esempio
```
<?xml version="1.0" encoding="UTF-8"?>

<!DOCTYPE log4j:configuration PUBLIC

"http://logging.apache.org/log4j/docs/api/org/apache/log4j/xml/log4j.dtd">

<log4j:configuration>

    
<!-- an appender is an output destination, such as e.g. the console or a file;

    names of appenders are arbitrarily chosen-->

    
<appender
 
name=
"stdout"
 
class=
"org.apache.log4j.ConsoleAppender"
>

        
<layout
 
class=
"org.apache.log4j.PatternLayout"
>

            
<param
 
name=
"ConversionPattern"

                
value=
"%d{ABSOLUTE} %5p %c{1}:%L - %m%n"
 
/>

        
</layout>

    
</appender>

 

    
<!-- loggers of category 'org.springframework' will only log messages of level info or higher;

    if you retrieve Loggers by using the class name (e.g. Logger.getLogger(AClass.class))

    and if AClass is part of the springframework.org package, it will belong to this category -->

    
<logger
 
name=
"org.springframework"
>

        
<level
 
value=
"info"
/>

    
</logger>

    
<!-- everything of spring was set to info but for class PropertyEditorRegistrySupport we do want

debug logging -->

    
<logger
 
name=
"org.springframework.beans.PropertyEditorRegistrySupport"
>

        
<level
 
value=
"debug"
/>

    
</logger>

 

    
<logger
 
name=
"org.acegisecurity"
>

        
<level
 
value=
"info"
/>

    
</logger>

 

    
<root>
<!-- the root category -->

        
<!-- all log messages of level debug or more serious will be logged, unless defined otherwise -->

        
<!-- all log messages will be logged to the appender 'stdout', unless defined otherwise -->

        
<level
 
value=
"debug"
 
/>

        
<appender-ref
 
ref=
"stdout"
 
/>

    
</root>

</log4j:configuration>

```